# Strzelno Klasztorne (gromada)
Strzelno Klasztorne (w momencie utworzenia Strzelno-Klasztorne)– dawna gromada, czyli najmniejsza jednostka podziału terytorialnego Polskiej Rzeczypospolitej Ludowej w latach 1954–1972.
Gromady, z gromadzkimi radami narodowymi (GRN) jako organami władzy najniższego stopnia na wsi, funkcjonowały od reformy reorganizującej administrację wiejską przeprowadzonej jesienią 1954 do momentu ich zniesienia z dniem 1 stycznia 1973, tym samym wypierając organizację gminną w latach 1954–1972.
Gromadę Strzelno-Klasztorne (zapisano z łącznikiem) z siedzibą GRN w Strzelnie-Klasztornym (zapisano z łącznikiem) utworzono – jako jedną z 8759 gromad na obszarze Polski – w powiecie mogileńskim w woj. bydgoskim, na mocy uchwały nr 24/9 WRN w Bydgoszczy z dnia 5 października 1954. W skład jednostki weszły obszary dotychczasowych gromad Bronisław, Książ, Stodoły, Sławsko-Dolne i Strzelno-Klasztorne ze zniesionej gminy Strzelno-Północ, obszary dotychczasowych gromad Łąkie i Młynice ze zniesionej gminy Strzelno-Południe oraz osady Bławaty, Bławatki i Wybudowanie Jeziorki z miasta Strzelna w tymże powiecie. Dla gromady ustalono 24 członków gromadzkiej rady narodowej.
31 grudnia 1959 do gromady Strzelno Klasztorne włączono wsie Ostrowo, Cieńcisko i Miradz, leśnictwa Ostrowo, Przedbórz, Kurzabiela i Młyny, nadleśnictwo Miradz oraz gajówkę Międzybórz ze zniesionej gromady Ostrowo w tymże powiecie.
1 stycznia 1969 z gromady Strzelno Klasztorne wyłączono grunty o powierzchni ogólnej 53 ha, włączając je do miasta Strzelna w tymże powiecie; do gromady Strzelno Klasztorne ze Strzelna włączono natomiast grunty rolne o powierzchni ogólnej 1.026,00 ha.
1 stycznia 1972 do gromady Strzelno Klasztorne włączono sołectwa Mirosławice, Młyny, Witkowo i Wronowy ze zniesionej gromady Wronowy w tymże powiecie, po czym gromadę Strzelno Klasztorne połączono z gromadami Ciechrz i Markowice, tworząc z ich obszarów gromadę Strzelno Klasztorne  z siedzibą Gromadzkiej Rady Narodowej w Strzelnie w tymże powiecie (de facto gromady Ciechrz i Markowice zniesiono, włączając ich obszary do gromady Strzelno Klasztorne).
Gromada przetrwała do końca 1972 roku, czyli do kolejnej reformy gminnej.